# Samsung Galaxy A33 5G
Samsung Galaxy A33 5G – smartfon przedsiębiorstwa telekomunikacyjnego Samsung Electronics z serii Galaxy A. Telefon posiada moduł 5G. Smartfon został zaprezentowany 17 marca 2022 roku. 

## Specyfikacje

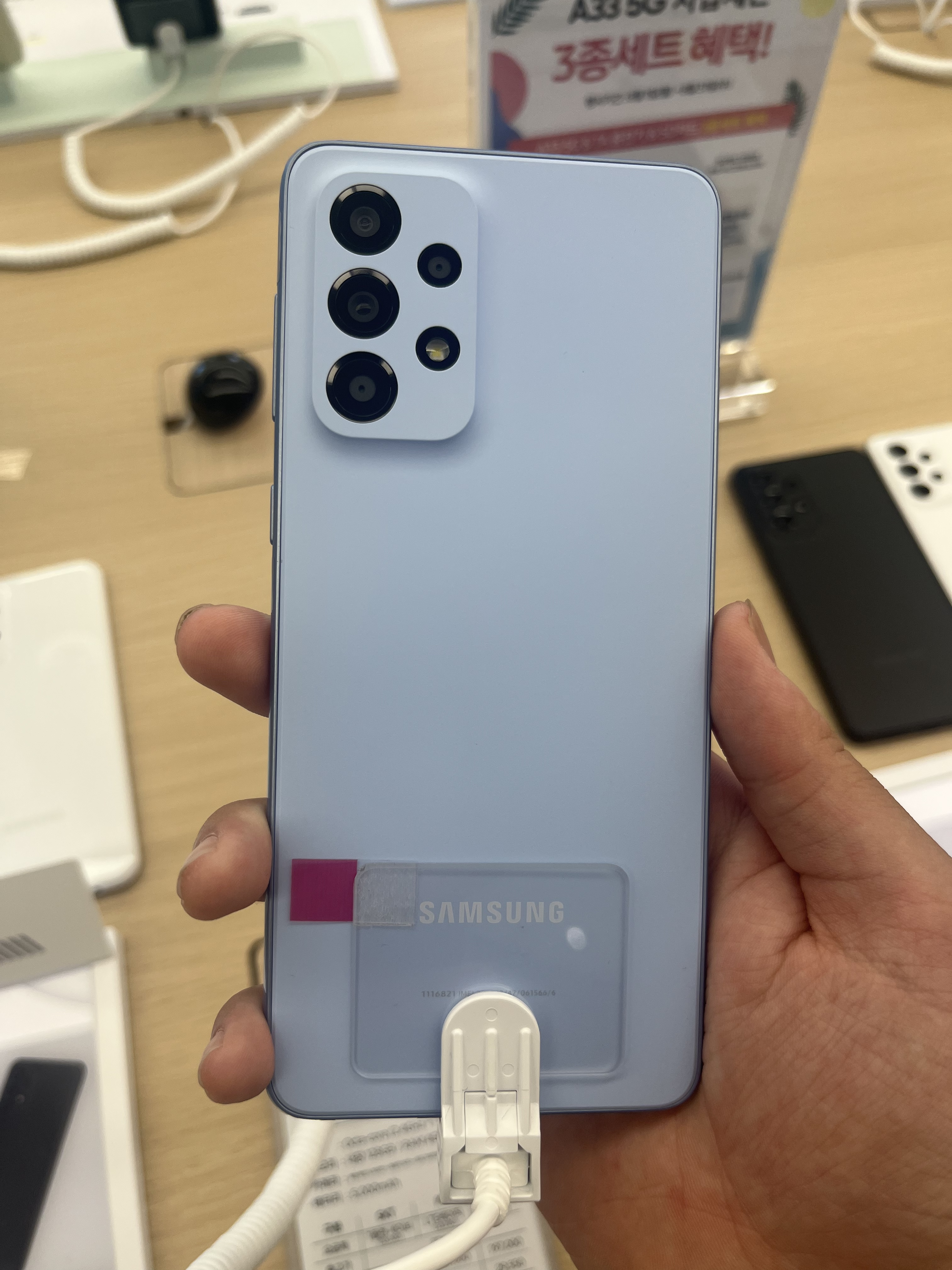
tył Samsunga Galaxy A33 5G

### Sprzęt

#### Oprogramowanie
Smartfon ma system operacyjny Android 12.

#### Bateria
Smartfon posiada baterię 5000 mAh.

### Procesor
Smartfon posiada jeden 8-rdzeniowy procesor Samsung Exynos 1280.

#### Aparaty fotograficzne
Smartfon posiada cztery tylne obiektywy. Jeden 48-megapikselowy oraz jeden 8-megapikselowy i jeden 5-megapikselowy oraz jeden 2-megapikselowy. Smartfon posiada jeden przedni 13-megapikselowy obiektyw.